# Majdany (Lublin)
Pour les articles homonymes, voir Majdany.
Majdany (prononciation [mai̯ˈdanɨ]) est un village de la gmina de Wilków du powiat d'Opole Lubelskie dans la voïvodie de Lublin, située dans l'est de la Pologne.
Il se situe à environ 6 kilomètres au sud-ouest de Wilków (siège de la gmina), 13 kilomètres au nord-ouest d'Opole Lubelskie (siège du powiat) et 52 kilomètres à l'ouest de Lublin (capitale de la voïvodie).
Le village comptait approximativement une population de 120 habitants en 2006

## Histoire
De 1975 à 1998, la ville est attachée administrativement à l'ancienne Lublin.

Depuis 1999, elle fait partie de la nouvelle voïvodie de Lublin.